# 泰倫·高頂
泰倫·高頂（英語：Tarrant Hightopp），又稱瘋帽客（英語：Mad Hatter），是2010年電影《魔境夢遊》及其續集《魔境夢遊：時光怪客》裡的虛構人物。角色改編自路易斯·卡羅原著裡的角色瘋帽客，由強尼·戴普飾演，為這兩部電影的主要角色。
在該角於第一部電影亮相後，獲得了不少評論家的評價。

## 電影

### 《魔境夢遊》
在這部電影裡，泰倫·高頂最初跟三月兔與睡鼠坐在一起進行瘋狂茶會，在見到愛麗絲·金斯利到來後便試圖將她帶到白王后的城堡，途中，他們遭到紅王后軍隊的追捕，泰倫幫助愛麗絲逃走，自己則被軍隊抓住。他後來將被處決時被柴郡貓所救，順利逃至白王后的城堡，在隨後的大戰中擊敗了紅心武士傑克·史坦。在電影結尾，已和愛麗絲產生深厚友誼的他跟對方道別。

### 《魔境夢遊：時光怪客》
在這部電影裡，泰倫的健康狀況變得很差，由於他認為他的家人高頂家族在此前空龍的襲擊中仍依然存活下來。愛麗絲·金斯利為了幫助朋友，便透過「時空轉移球」穿越時空回到過去，試圖拯救高頂家族免於死亡。電影結尾，在歷經仙境差點毀於一旦的浩劫後，泰倫與家人在時間（The Time）的城堡內成功團聚。

## 創作
演員強尼·戴普表示他在《魔境夢遊》中飾演的瘋帽客角色（泰倫·高頂）與路易斯·卡羅原著的描述有著很大差別，相較更之瘋狂，還有輕度的人格分裂。
在電影中飾演愛麗絲的女演員蜜雅·娃絲柯思卡表示片裡瘋帽客和愛麗絲「都在各自的世界中感到孤單，並且有著特殊的聯繫和友誼」。導演提姆·波頓則說：戴普「試圖找到這個角色的基礎……不僅僅是瘋狂而已」。
瘋帽客的橙色頭髮其實是參考自現實中帽匠用來轉變毛皮的紅蘿蔔化溶液，此外也暗示了這個角色是汞中毒受害者；戴普說汞中毒讓瘋帽客變得神經緊張。戴普和波頓決定瘋帽客的衣服、皮膚、頭髮、個性和口音都會在整部影片中發生變化，以反映他的情緒。
在續集《魔境夢遊：時光怪客》裡泰倫·高頂（瘋帽客）的外觀造型設計與第一部大致相同，但略有差異，戴普解釋說是帶有些該片導演詹姆士·波賓的風格。

## 評價與分析
《達拉斯晨報》的Chris Vognar評論，戴普飾演的這個角色「寬闊的眼睛和古怪念頭容易被聯想為衍生自威利·旺卡」。《洛杉磯時報》的影評人肯尼思·圖蘭則評論說：戴普的天賦和能力是無可否認的，但這樣的表現令人感到放縱，而且這種東西我們以前早就看過了。《娛樂周刊》的歐文·葛雷博曼說該角「有一個夢幻般的形象，但當戴普一開口，說出來的卻是一種討厭的蘇格蘭口音」。